# 金股齊明
《金股齊明》（英語：Money Bang）是香港鳳凰衛視製作的財經新聞節目，只曾在鳳凰衛視香港台播出。
由於節目製作人陳冠生曾為資訊台財經節目《股市風向標》主編，故此節目可視為其粵語版本。
此節目於2014年末前為香港台自製節目中，唯一沒有董嘉耀（因《兩岸大特搜》停播而加入）而只有伍淑嫻監製的節目。

## 播出时间[2]
- 首播：港股交易日19:30-20:00
- 重播：22:00-22:30、翌日00:00-00:30、04:30-05:00、07:00-07:30、08:00-08:30

如交易日首播時遇上專題事件直播（例如政府論壇節目），此節目會取消播放，並以港台節目取代重播時段播出。

## 內容
《金股齊明》的節目主要分為兩個環節：
- 第一個環節是即市焦點，主持和嘉賓討論當天即市焦點股份和新聞
- 第二個環節鳳凰在線，主要是接聽觀眾來電解答股份疑難，

## 主持
- 陳冠生（常任主持兼製作人）
- 陳藹欣（前任主持兼主編，已被裁員）
- 張駿芬（常任主持兼主編）
- 黃合秀（常任主持兼主編）
- 朱家怡（前任主持兼主編，已離職）
- 鄭昆洪（Orus）（替任主持）
- 陳曙輝（Rex）（替任主持逢星期二、四）
- 譚焌釗（Leslie）（替任主持）
- 陳永陸（常任主持）（星期一、星期三、星期五）

## 嘉賓
- 沈慶洪（Patrick） 獨立分析員
- 葉尚志（Linus） 第一上海市場首席策略師
- 彭偉新（Castor） 京華山一國際研究部主管
- 陳宋恩（Philip） 農銀證券研究部主管
- 郭思治（Francis） 耀才證券市務總監
- 盧志明（Ken） 大唐金融副總裁
- 趙晞文（Hayman） 信達國際研究部高級分析員
- 黃敏碩（Michael） 康宏證券及資產管理董事
- 胡孟青 前匯豐金融副總裁